# (1023) Thomana
(1023) Thomana est un astéroïde de la ceinture principale.

## Description
(1023) Thomana est un astéroïde de la ceinture principale, découvert le 25 juin 1924 par l'astronome allemand Karl Reinmuth, nommé en l'honneur du Chœur de l'église Saint-Thomas de Leipzig. Sa désignation provisoire était 1924 RU.
Sa distance minimale d'intersection de l'orbite terrestre est de 1,846120 ua.